# Adrià Botella Moreno
Adrià Botella Moreno (* 18. September 1993 in Barcelona) ist ein spanischer American-Football-Spieler auf der Position des Tight Ends für Nordic Storm in der European League of Football (ELF). Er spielte College-Football (Division II) für die University of Sioux Falls. Botella ist zudem spanischer Nationalspieler.

## Werdegang
Botella begann während seiner Zeit an der Escola Pia de Nostra Senyora High School mit dem American Football. Zunächst spielte er für die Barcelona Búfals, ehe er bei den Badalona Dracs vielseitig auf mehreren Positionen eingesetzt wurde. Zwischen 2011 und 2013 spielte er drei Saisons für die L’Hospitalet Pioners in der spanischen LNFA. Mit den Pioners gewann er dreimal den spanischen Meistertitel. 2012 wurde Botella in das Welt-Entwicklungsteam berufen, welches im International Bowl der Junioren gegen eine Auswahl der Vereinigten Staaten antrat. Ein Jahr später war er Teil des Welt-Herrenteams. Im Jahr 2014 verpflichtete er sich für die University of Sioux Falls, wo er für die Cougars in der Northern Sun Intercollegiate Conference (NSIC) in der NCAA Division II College-Football spielte. Nachdem er im ersten Jahr als Redshirt nicht am Spielbetrieb teilgenommen hatte, kam er in der Saison 2015 zu seinen ersten Einsätzen. Botella war zunächst Wide Receiver, ehe er in seinem letzten Jahr auf der Position des Defensive Ends spielte. Für seine Leistungen wurde er 2017 zum dritten Mal in das All-NSIC Team berufen. In seinem letzten College-Spiel zog sich Botella eine schwere Knieverletzung zu, die ihn zu einer Pause von 14 Monaten zwang.
Im Januar 2019 schloss sich Botella den Allgäu Comets aus der German Football League für die Saison 2019 an. In elf Spielen fing Botella 30 Pässe für 436 Yards und war so der beste Passempfänger des Kemptener Teams. Nach nur einem Jahr bei den Comets verließ er den Verein im März 2020, um die Offensive der Dresden Monarchs zu verstärken. Aufgrund der COVID-19-Pandemie wurde die GFL 2020 jedoch abgesagt, sodass er nie für die Monarchs auflief. Stattdessen spielte Botella 2020 für die Søllerød Gold Diggers in der dänischen National Ligaen, doch musste deren Saison ebenfalls wegen der Pandemie und den mit ihr verbundenen Maßnahmen abgebrochen werden. Ende Dezember 2020 schloss sich Botella erneut den L’Hospitalet Pioners an. Für die Pioners fing er in der LNFA Serie B 2021 sechs Touchdown-Pässe von seinem Quarterback Zach Edwards und gewann zum Saisonende das Finale um den Aufstieg. Zur historisch ersten Saison der European League of Football 2021 wurde Botella von den Hamburg Sea Devils verpflichtet. Bereits am ersten Spieltag fing Botella seinen ersten Touchdown und auch in den folgenden Wochen galt er als bevorzugte Anspielstation des Quarterbacks Jadrian Clark. In der neunten Spielwoche gelangen ihm beim Auswärtsspiel gegen die Berlin Thunder drei Touchdowns. Nachdem er in den letzten beiden Wochen der Hauptrunde größtenteils geschont wurde, schloss er die reguläre Saison mit 489 Yards und sechs Touchdowns ab. Daraufhin wurde Botella in das ELF All Star Team berufen, welches gegen eine US-Auswahl antreten wird. Im Play-off-Halbfinale gegen die Panthers Wrocław fing Botella neun Pässe für 123 Yards Raumgewinn und trug so zum 30:27-Sieg bei. Vom Sportmagazin American Football International wurde Botella in das AFI’s All-Europe Team 2021 ernannt.
Ende Dezember wurde er für die ELF-Saison 2022 von den Vienna Vikings verpflichtet. Beim Wiener Franchise war Botella ein beliebtes Ziel bei Two-Point-Conversions, sodass er in der regulären Saison gleich viermal zwei Punkte für die Vikings holte. Aufgrund von Verletzungen war der Spanier immer wieder nicht einsatzbereit, weshalb er letztlich nur bei sieben Spielen als Starter auf dem Feld stand. Mit den Vikings gewann er das ELF Championship Game in Klagenfurt. Zudem wurde er wie auch 2021 in das ELF All Star Team (First Team) gewählt. Zur Saison 2023 wechselte er zu den Paris Musketeers. Dort spiele er erneut mit Zach Edwards zusammen. In zwölf Spielen fing er 58 Pässe für 618 Receiving Yards und acht Touchdowns. Für seine individuelle Leistung wurde er in das zweite ELF All-Star Team gewählt. Mit den Musketeers verpasste er die Playoffs.
Botella Moreno wechselte zur ELF-Saison 2024 zu den Panthers Wrocław nach Polen. Erneut wurde er in das All-Star-Team gewählt.

## Privates
Botella besuchte die Escola Pia de Nostra Senyora in Barcelona, für die er sich unter anderem aufgrund ihres Angebots an Kunstausbildung entschied. Die University of Sioux Falls in South Dakota schloss er 2018 mit einem Bachelor of Arts in Medienwissenschaften und Grafikdesign ab. Botella spricht neben Spanisch und Katalanisch auch Englisch und Französisch.

## Statistiken
| Jahr                                            | Team               | Spiele | Receiving | Receiving | Receiving | Receiving | Receiving |
| Jahr                                            | Team               | Spiele | Rec       | Yds       | Avg       | TD        | Lng       |
| ----------------------------------------------- | ------------------ | ------ | --------- | --------- | --------- | --------- | --------- |
| German Football League                          |                    |        |           |           |           |           |           |
| 2019                                            | Allgäu Comets      | 10     | 024       | 333       | 13,9      | 01        | 65        |
| GFL Gesamt                                      | GFL Gesamt         | 10     | 024       | 333       | 13,9      | 01        | 65        |
| European League of Football                     |                    |        |           |           |           |           |           |
| 2021                                            | Hamburg Sea Devils | 09     | 043       | 489       | 11,4      | 06        | 29        |
| 2022                                            | Vienna Vikings     | 10     | 024       | 376       | 15,7      | 03        | 70        |
| 2023                                            | Paris Musketeers   | 12     | 058       | 619       | 10,7      | 08        | 45        |
| 2024                                            | Panthers Wrocław   | 12     | 049       | 596       | 12,2      | 06        | 76        |
| ELF Gesamt                                      | ELF Gesamt         | 43     | 174       | 2.080     | 12,0      | 23        | 76        |
| Quellen: stats.gfl.info, sportsmetrics.football |                    |        |           |           |           |           |           |

| Jahr                                            | Team               | Spiele | Receiving | Receiving | Receiving | Receiving | Receiving |
| Jahr                                            | Team               | Spiele | Rec       | Yds       | Avg       | TD        | Lng       |
| ----------------------------------------------- | ------------------ | ------ | --------- | --------- | --------- | --------- | --------- |
| German Football League                          |                    |        |           |           |           |           |           |
| 2019                                            | Allgäu Comets      | 1      | 06        | 103       | 17,2      | 1         | 62        |
| GFL Gesamt                                      | GFL Gesamt         | 1      | 06        | 103       | 17,2      | 1         | 62        |
| European League of Football                     |                    |        |           |           |           |           |           |
| 2021                                            | Hamburg Sea Devils | 2      | 18        | 261       | 14,5      | 0         | 47        |
| 2022                                            | Vienna Vikings     | 2      | 06        | 075       | 12,5      | 1         | 25        |
| ELF Gesamt                                      | ELF Gesamt         | 4      | 24        | 336       | 14,5      | 14        | 47        |
| Quellen: stats.gfl.info, sportsmetrics.football |                    |        |           |           |           |           |           |